# Bell XH-15
El Bell XH-15 (Bell Model 54) fue un helicóptero utilitario de cuatro plazas estadounidense, diseñado y construido por Bell Helicopter para cubrir un requerimiento de un helicóptero de enlace y utilitario para el Ejército y la Fuerza Aérea de los Estados Unidos (USAF).

## Desarrollo
El Model 54 fue un helicóptero convencional de "cápsula y botalón" de cuatro asientos con un tren de aterrizaje fijo triciclo, y estaba equipado con un solo motor de pistones Continental XO-470-5 de 275 hp, localizado en la cabina trasera e impulsando un solo rotor bipala. Las Fuerzas Aéreas del Ejército de los Estados Unidos (USAAF) ordenaron tres ejemplares en febrero de 1946 como XR-15. El primer vuelo se realizó en marzo de 1948 con la nueva designación XH-15, pero no siguieron más órdenes de producción tras la evaluación por la USAF, y el proyecto finalizó en 1950.

## Variantes
Model 54
Designación interna de la compañía.
XR-15
Designación militar para los tres Model 54 ordenados para evaluación.
XH-15
XR-15 redesignados antes de la entrega, tres construidos.

## Operadores
Estados Unidos
- Fuerza Aérea de los Estados Unidos

## Especificaciones

### Características generales
- Tripulación: Uno (piloto)
- Capacidad: Tres pasajeros
- Longitud: 8,5 m (27,9 ft)
- Diámetro rotor principal: 11,4 m (37,3 ft)
- Altura: 2,7 m (8,8 ft)
- Peso máximo al despegue: 1268 kg (2794,7 lb)
- Planta motriz: 1× motor bóxer de seis cilindros refrigerado por aire Continental XO-470-5.
  - Potencia: 354 kW (488 HP; 481 CV)

### Rendimiento
- Velocidad nunca excedida (Vne): 170 km/h (106 MPH; 92 kt)
- Alcance: 320 km (173 nmi; 199 mi)
- Techo de vuelo: 6100 m (20 013 ft)

## Aeronaves relacionadas

### Secuencias de designación
- Secuencia Numérica (interna de Bell): ← 49 - 50 - 52 - 54 - 58 - 59 - 60 →
- Secuencia R-_ (Alas Rotatorias del USAAC/USAAF, 1941-1948): ← R-12 - R-13 - R-14 - R-15 - R-16
- Secuencia H-_ (Helicópteros de la USAF, 1948-1962): ← H-11 - H-12 - H-13/J - H-15 - H-16 - H-17 - H-18 →